# Янагушево
Янагу́шево (баш. Янағош) — село в Мишкинском районе Башкортостана, входит в состав Урьядинского сельсовета.

## Географическое положение
Расстояние до:
- районного центра (Мишкино): 22 км,
- центра сельсовета (Урьяды): 6 км,
- ближайшей ж/д станции (Загородная): 147 км.

## История
По материалам Первой ревизии, в 1722 году в деревне были учтены 49 душ мужского пола служилых мещеряков.

## Население
| 2002 | 2009 | 2010 |
| ---- | ---- | ---- |
| 451  | ↘417 | ↘410 |

Национальный состав
Согласно переписи 2002 года, преобладающая национальность — татары (94 %).

## Религия
В селе есть мечеть Шариф.

## Известные уроженцы
- Загитов, Газий Казыханович (1921—1953) — советский военнослужащий, старший сержант. 30 апреля 1945 года в 22 часа 40 минут одним из первых водрузил Красное Знамя над зданием рейхстага в Берлине[6][7].